# Jiří Pešek
Jiří Pešek (Praga, 4 giugno 1927 – 20 maggio 2011) è stato un allenatore di calcio e calciatore cecoslovacco, di ruolo attaccante.

## Carriera
Fu capocannoniere del campionato cecoslovacco nel 1954.

## Palmarès

### Giocatore

#### Competizioni nazionali
- Campionato cecoslovacco: 2

Sparta Praga: 1952, 1954